# Egra
Egra là một thành phố và khu đô thị của quận Medinipur thuộc bang Tây Bengal, Ấn Độ.

## Địa lý
Egra có vị trí 21°54′B 87°32′Đ / 21,9°B 87,53°Đ Nó có độ cao trung bình là 11 mét (36 feet).

## Nhân khẩu
Theo điều tra dân số năm 2001 của Ấn Độ, Egra có dân số 25.180 người. Phái nam chiếm 51% tổng số dân và phái nữ chiếm 49%. Egra có tỷ lệ 69% biết đọc biết viết, cao hơn tỷ lệ trung bình toàn quốc là 59,5%: tỷ lệ cho phái nam là 77%, và tỷ lệ cho phái nữ là 61%. Tại Egra, 13% dân số nhỏ hơn 6 tuổi.